# Рішающий
Ріша́ющий (рос. Решающий) — селище у складі Ульчського району Хабаровського краю, Росія. Адміністративний центр Бистринського сільського поселення.

## Населення
Населення — 245 осіб (2010; 443 у 2002).
Національний склад (станом на 2002 рік):
- росіяни — 86 %